# Erdőcsinád
Erdőcsinád (románul Pădureni) falu Romániában, Maros megyében, Gernyeszeg községben.

## Nevének említése
1332-ben tűnik fel először a pápai tizedjegyzékben Chonad, illetve Chanad néven. 1468-ban Chanadjként említik. 1839-ben Erdő-Tsinád, Csinágye; 1850-ben Erdős Csanád; 1857-ben Erdő Csanád; 1863-ban Csinagye, 1890-ben Erdő-Csinád.

## Lakossága
1850-ben 622 fős lakosságából 582 fő - többségében református - magyar, 24 fő román és 16 fő cigány. 1992-ben 466 fős lakossága 1 német kivételével magyar származású, többségében református (418 fő).

## Története, látnivaló
1332-ben már plébániatemploma volt, ebben az évben papja, István. A templom szószékét Sipos Dávid készítette, alkotói korszakának második felében, 1761-ben. A régi templomot, rossz állapota miatt, 1783-ban lebontották. A falubeliek 1782-ben Teleki Sámuel segítségét kérték a templom újjáépítéséhez. 1789-ben Türk Antal neves építész dolgozott az új templom építésén, amely 1797-re készült el.
Középkori tiszta katolikus lakossága a 16. században református lett. A 18. században itt is református anyaegyház állt fenn. 1890-től római katolikus kápolna is van. A trianoni békeszerződésig Maros-Torda vármegye Régeni alsó járásához tartozott.

## Híres emberek
- Itt született 1954. október 21-én Szabó József agrármérnök, mezőgazdasági szakíró.